# Dietzeite
La dietzeite è un minerale, chiamato in onore di August Dietze, chimico tedesco.

## Abito cristallino
Cristalli tabulari.

## Origine e giacitura
Si trova nelle fratture del gesso o nei depositi dei nitrati

## Forma in cui si presenta in natura
Cristalli tabulari, o croste fibrose o masserelle colonnari.

## Caratteristiche chimico-fisiche
- Densità di elettroni: 3,39 gm/cc[2]
- Indice di fermioni: 0,0093865554[2]
- Indice di bosoni: 0,9906134446[2]
- Fotoelettricità: 175,19 barn/elettrone[2]
- Dispersione: piccola[3]
- Massima birifrangenza: δ = 0.032[3]